# Ангел Малински
Ангел (Геле) Попарсов, известен като Малински, (изписване до 1945 година: Ангелъ попъ Арсовъ Малински) е български революционер, деец на Македонския комитет и на Вътрешната македоно-одринска революционна организация.

## Биография
Ангел Малински е роден през 1869 година в село Малино в семейството на поп Арсо. Работи като файтонджия на скопския владика. В 1895 година участва в Четническата акция на Македонския комитет в четата на Борис Сарафов. Влиза във ВМОРО. Живее в Куманово заедно с Кръстю Лазаров, когото Малински привлича към революционната организация. В 1897 година след избухването на Винишката афера заедно с хаджи Михаил от Струмица бяга от властите в България. Връща се в Македония и става войвода на първата организационна чета в Кумановско. Загива в 1902 година в сражение с турците край село Петралица.